# Heinrich Seuse

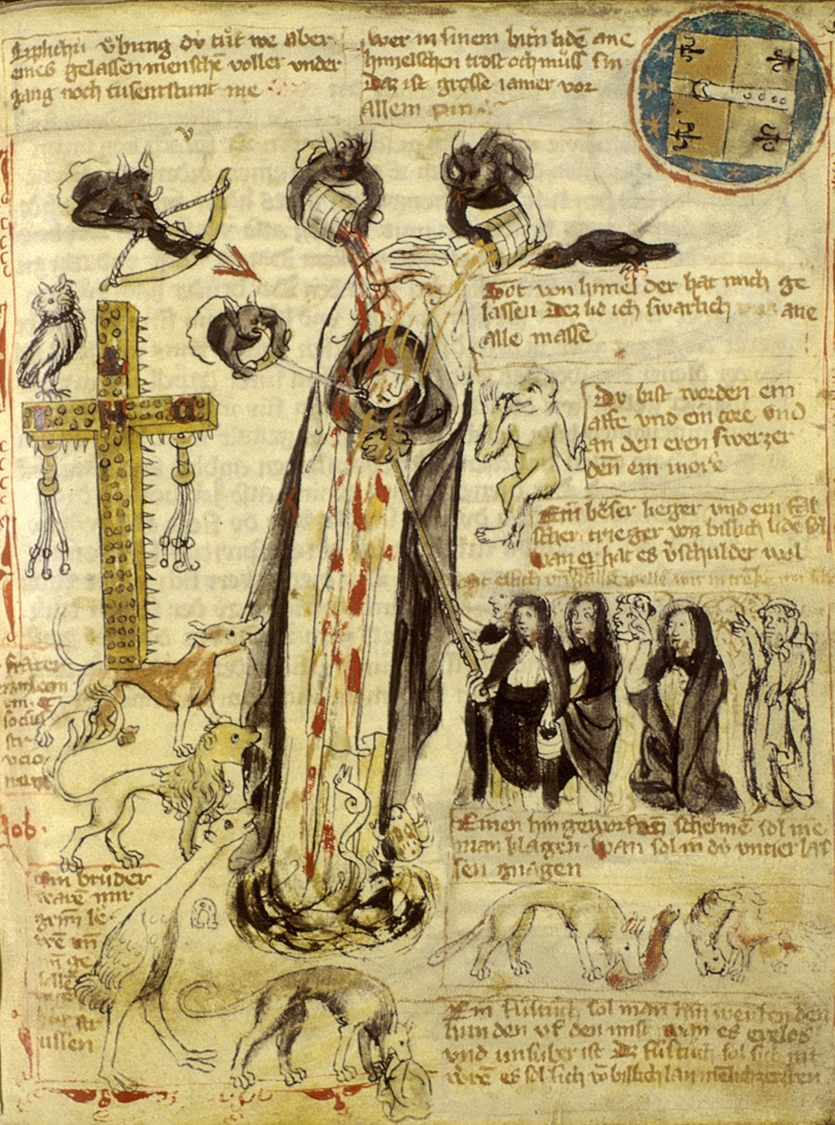
Seuse, angegriffen von Dämonen, Teufeln, Menschen und Tieren (Bild aus dem Exemplar, zweite Hälfte des 14. Jahrhunderts), Bibliothèque nationale et universitaire de Strasbourg

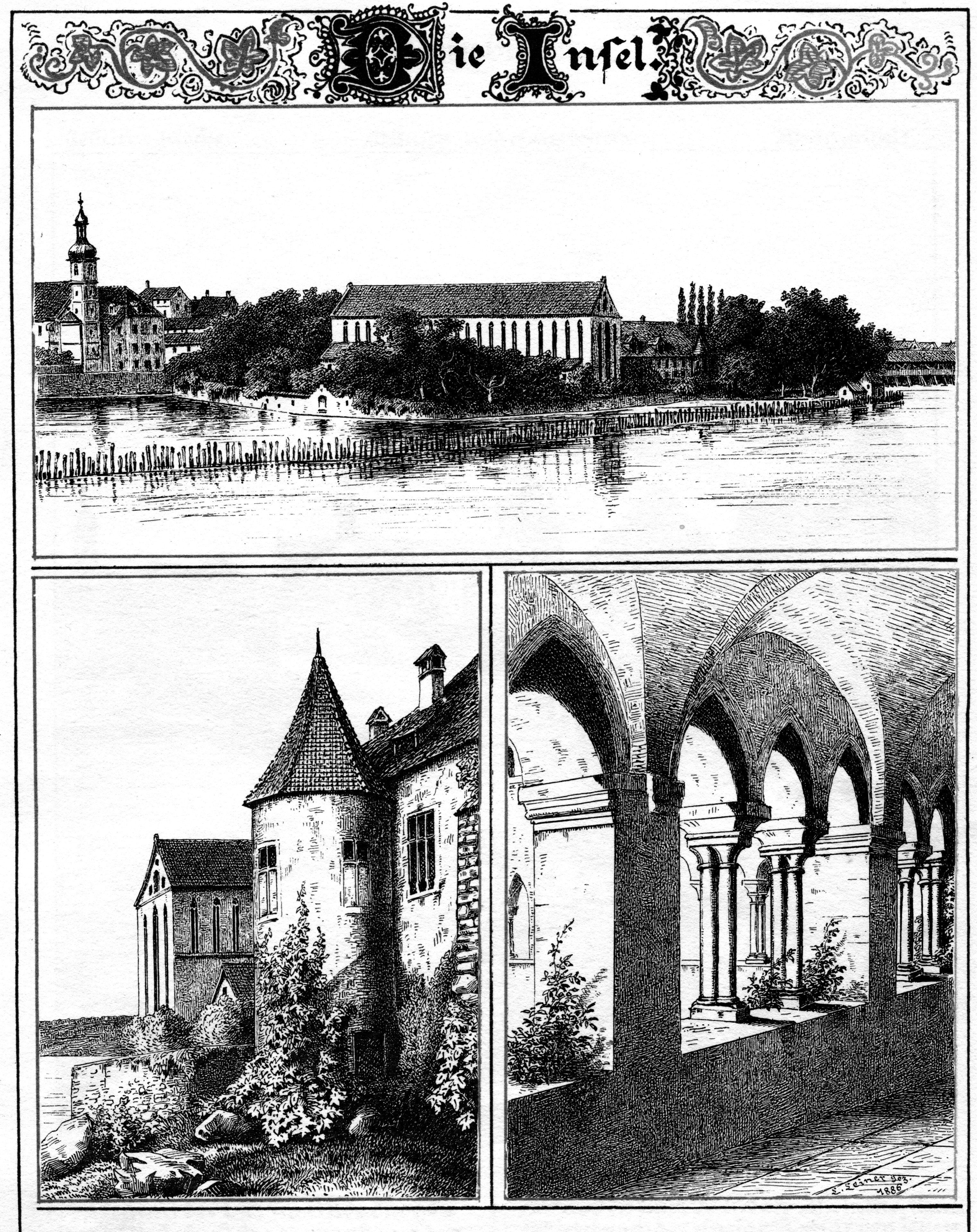
Dominikanerkloster in Konstanz, historisierende Rekonstruktion

Heinrich Seuse (* 21. März 1295 oder 1297 in Konstanz oder in Überlingen; † 25. Januar 1366 in Ulm), auch Heinrich (von) Suso, Heinrich Seuß, Henrich Suso oder (weniger gebräuchlich) Heinrich von Berg, oder auch „Amandus“ war ein deutscher Mystiker und Dominikaner, der in Konstanz und Ulm, am Oberrhein und in der Schweiz wirkte. Er wird in der katholischen Kirche als Seliger verehrt.

## Leben
Heinrich Seuse entstammte der alten Thurgauer Ministerialenfamilie von Berg, die in Konstanz zum Patriziat zählte. Im Alter von 13 Jahren trat er, wohl unter dem Einfluss seiner tief religiösen, „von der unmessigen minne, die si ze got hate“ an einem Karfreitag gestorbenen Mutter, in den Orden der Dominikaner in Konstanz ein. Seuse nannte sich nicht mehr „von Berg“, sondern nach seiner Mutter, einer geborenen von Seusen aus Überlingen. Der Name Seuse bedeutet womöglich „der Süße“, in der latinisierten Form „Suso“. Im Konstanzer Dominikanerkloster machte Seuse die zu seiner Zeit übliche Ausbildung durch und war danach ein Jahr Novize, bis er seine Profess, sein Ordensgelübde, ablegte.
Bei den nachfolgenden mehrjährigen Studien in Philosophie und Theologie zeigte sich Seuse so begabt, dass er 1323/1324 zum Studium Generale seines Ordens nach Köln geschickt wurde; dort gehörte er zum engsten Schülerkreis Meister Eckharts und wurde durch dessen negative Theologie nachhaltig geprägt. Um 1326/1327, als in Köln bereits der Häresie-Prozess gegen Eckhart im Gange war, kehrte Seuse als Lektor nach Konstanz zurück, durfte jedoch, aufgrund von Häresieverdächtigungen im Umfeld des Eckhart-Prozesses, ab 1329 dieses Amt nicht mehr ausüben, bis er schließlich 1334 wieder rehabilitiert wurde. Von nun an widmete er sich verstärkt einer aktiven Seelsorgetätigkeit, die er bereits während seiner Studien begonnen hatte. Im Sinne einer Rückbesinnung auf die Ordensideale wirkte er vor allem in den Frauenkonventen seines Ordens am Oberrhein und in der Schweiz; im Kloster Töss fand er in Elsbeth Stagel eine „geistliche Tochter“, mit der er bis zu seinem Tod in regem geistigen Austausch stand. Als im Konflikt zwischen Papsttum und Kaiser Ludwig dem Bayern die papsttreuen Dominikaner Konstanz verlassen mussten (1338–1346), ging auch Seuse ins Exil; in dieser Zeit wurde er 1342 zum Prior des Konvents gewählt. 1348/49 wurde Seuse dann aufgrund einer Verleumdung nach Ulm strafversetzt; dort blieb er trotz vollständiger Rehabilitierung bis zu seinem Lebensende am 25. Januar 1366.
Nachdem Seuse schon zu seinen Lebzeiten zuweilen wie ein Heiliger angesehen war, hielt seine Verehrung über die Jahrhunderte hin an, sodass er ohne einen formalen Seligsprechungsprozess 1831 von Papst Gregor XVI. „per viam cultus“ (d. h. aufgrund fortdauernder kultischer Verehrung) seliggesprochen werden konnte. Sein Gedenktag ist nach katholischer Tradition der 25. Januar, im deutschen Sprachgebiet verlegt auf den 23. Januar (Nichtgebotener Gedenktag im Regionalkalender für das deutsche Sprachgebiet), nach dem Evangelischen Namenkalender der 25. Januar.

## Seuse als Autor
Nach Abschluss seiner Studien entwickelte Heinrich Seuse eine vielfältige literarische Tätigkeit, die er bis an sein Lebensende fortführte; sie war ein wesentlicher Teil seiner Seelsorge. Dabei erweist sich Seuse als ebenso hochgebildeter wie stilbewusster Autor. Als Quellen nutzt er ebenso antike Autoren wie auch die biblische und patristische Literatur, dazu die didaktische Mönchsliteratur, insbesondere die Vitaspatrum, wie auch die maßgebenden theologischen Werke seiner Zeit, insbesondere Thomas von Aquin, Bonaventura, (Pseudo-)Dionysius Areopagita, Bernhard von Clairvaux, Wilhelm von St. Thierry, und Meister Eckhart. Sprachlich verfügt er nicht nur über die Stilmittel des theologischen Traktats, der scholastischen Rhetorik und der mystischen Spekulation, sondern verwendet auch das dialogische Rollengespräch sowie die narrativen Formen legendarischen Erzählens und des Höfischen Romans, bis hin zu novellistischen Einlagen. Sein Wortschatz ist anscheinend „der reichste und differenzierteste von allen Mystikern“, durch zahlreiche eigene Neuprägungen hat Seuse den deutschen Wortschatz maßgeblich bereichert. Insgesamt kennzeichnend für den Stil seiner Schriften ist die Verbindung einer stark affektiven Diktion mit einer scholastisch geschulten Gedankenführung. Dabei ist Seuse ein Autor, der immer wieder sein Schreiben selbst reflektiert, vor allem in der viel zitierten Stelle über das Grundproblem mystischer Autoren, wie mit bildlicher Sprechweise das Bildlose zur Sprache kommen könne:
„Wie kann man Bildloses im Bilde darstellen …, das über alle Sinne und über menschliche Vernunft ist? Denn was man dem auch für Gleichnis gibt, so ist es noch tausendfältig ungleicher, als es gleich ist. Aber dennoch, damit man Bilder mit Bildern austreibe, so will ich dir hier bildlich mit gleichnisgebender Rede, sofern es denn möglich ist, von denselben bildlosen Gedanken zeigen, wie es in Wahrheit zu nehmen ist.“
Angesichts eines derart reflektierten Schreibens ist es nur folgerichtig, dass Seuse höchsten Wert darauf legt, dass seine Schriften unverändert überliefert werden. So fordert er nicht nur, man solle beim Abschreiben „nichts dazu noch davon legen noch die Worte verändern“, sondern stellte auch gegen Ende seines Lebens (1362/63), um allen Veränderungen und Missdeutungen vorzubeugen, seine Schriften in einer Art „Ausgabe letzter Hand“ zusammen, dem sogenannten Exemplar. Neben dem Exemplar sind von Seuse sodann noch das sogenannte Große Briefbuch als eine Sammlung von 28 pastoralen Briefen, einige Predigten und das (in der Urheberschaft strittige) Minnebüchlein überliefert, dazu das lateinische Horologium Sapientiae. Dabei zielt Seuse durchaus auf eine breite Leserschaft; außer dem Horologium Sapientiae sind alle seine Schriften in der Volkssprache abgefasst.
Seuses Werke fanden dann auch schon früh eine weite Verbreitung; das Horologium Sapientiae war über Jahrhunderte hin in weiten Teilen Europas von tiefem Einfluss auf die christliche Spiritualität, und mit seinen deutschen Schriften zählt Seuse zu den wirkmächtigsten Autoren deutschsprachiger geistlicher Literatur.

## Werke: Das„Exemplar“
Seuses geistiges Vermächtnis konzentriert sich in dem von ihm selbst zusammengestellten Exemplar, einem „Musterbuch“, in dem er seine Schriften zu endgültiger Form redigiert und sie in ihrer Abfolge, entgegen ihrer Entstehungszeit, zu einem „geistlichen Weg“ ganz eigener Art werden lässt. Diese vierteilige Werkausgabe beginnt mit seiner Vita, gefolgt vom Büchlein der ewigen Weisheit und dem Büchlein der Wahrheit, und endet mit dem Briefbüchlein. Von Seuse selbst angefertigte Bildtafeln (in den meisten Handschriften zwölf) mit erklärenden Schriftbändern sollen die Texte veranschaulichen.

### Die„Vita“
Die sogenannte „Vita“ (im Original „Der Súse“), die wohl um 1362 endgültig abgeschlossen wurde, erweist sich als ein literarisch hochkomplexes Werk. Als literarisches Subjekt wird von Seuse der „Diener“ (der Ewigen Weisheit) gesetzt. Kurt Ruh sieht im „Diener“ eine „hagiographische Rolle und mit ihr eine Distanzierung vom persönlichen Ich“. Womöglich fiktiv, zumindest in der dargestellten Art, ist die Beteiligung Elsbeth Stagels an der Entstehung des Werks. Nachweisbar sind vielfältige Parallelen und auch Motivübernahmen von der Legende bis hin zum Höfischen Roman, ebenso wie zuweilen eine „krasse und unrealistische Zeichnung“ und „hyperbolische Erzählelemente“, und schließlich wird der Bildgebrauch im Sinne einer uneigentlichen Aussage vom Autor selbst thematisiert. Nach Kurt Ruh ist es unbestritten, dass diese Vita „im literarischen Aspekt zu den bedeutendsten Prosawerken der deutschen Literatur des Mittelalters (gehört)“.
In ihrem Ablauf folgt die Vita dem Modell des dreifachen Weges mit den Stufungen des anfangenden, fortschreitenden und vollendeten Menschen, wie man es etwa bei Bonaventura finden konnte. Dieser Weg wird in der Nachfolge Christi beschritten, zuerst (c. 1-18) in der Nachfolge in seinem Leiden. Vorbild hierfür boten vor allem die Vitaspatrum mit ihren oft exzessiven Kasteiungen. Auf der nächsten Stufe (c. 19-45) geht es darum, Leiden nicht mehr selbst zu suchen, sondern sich in die von Gott auferlegten Leiden zu ergeben und so zu „ganzer, vollkommener Gelassenheit seiner selbst“ zu gelangen. Dazu tritt der „Diener“ nun den geistlichen Ritterdienst an, um die folgenden Bewährungsproben, die geradezu im Stil der Âventiuren eines Ritterromans geschildert werden, zu bestehen. Im zweiten, sogenannten „Stagel-Teil“ der Vita (ab c. 33) vermittelt der „Diener“ nunmehr seine Erfahrungen an seine „geistliche Tochter“ Elsbeth Stagel, um sie im Status des „anfangenden“ Menschen sowohl von unziemlicher theologischer Spekulation wie auch von unmäßiger Askese fernzuhalten; seine fortdauernden Erlebnisse werden nun zu Exempeln, um so auch die „Tochter“ zu rechter „Gelassenheit“ anzuleiten. Dann endlich wird es möglich, auf der letzten Stufe (c. 46-53) sich „in die Höhe … eines … vollkommenen Lebens“ zu schwingen und über die „hohen Sachen“ zu sprechen. Hier endet der erzählende Teil der Vita; die höchsten Fragen spekulativer Gotteserkenntnis werden nurmehr im Lehrgespräch dargelegt. Dabei ist sich der Autor aber bewusst, dass
„alle diese entworfenen Bilder und diese ausgelegten, zu Bildern gestalteten Worte der bildlosen Wahrheit so fern und so ungleich sind wie ein schwarzer Mohr de schönen Sonne“.

### Das„Büchlein der ewigen Weisheit“
Ist die Vita ein „’Summarium’ von Seuses geistiger Lebenerfahrung“, so soll nun das im Exemplar folgende Büchlein der ewigen Weisheit der konkreten seelsorgerischen Anleitung dienen. Entstanden ist das Werk wahrscheinlich 1330/31, und Seuse hat hier erstmals die Rollenfigur des „Dieners“ eingeführt. Das in drei Teile gegliederte Buch führt im Dialog zwischen der „Ewigen Weisheit“ und ihrem „Diener“ zuerst zur Begegnung mit dem leidenden Christus (c. 1- 20), um dann anzuleiten zu rechtem Sterben und innerlichem Leben, zum Empfangen Gottes im Sakrament und zu stetem Gotteslob (c. 21-24); schließlich folgen hundert kurzgefasste „Betrachtungen und Begehrungen“ als eine Art praktischer Leitfaden, um je nach eigener Gestimmtheit und verfügbarer Zeit Christus auf seinem Leidensweg meditierend zu folgen. So soll sich in den Herzen die göttliche Minne wieder entzünden; Jesu Menschheit und sein Leiden sind Weg und Tor, um schließlich zur höchsten Einung mit Gott zu gelangen.
In den Jahren 1331–1334 verfasste Seuse eine lateinische Fassung des Werks unter dem Titel Horologium sapientiae; dabei überarbeitete er das Büchlein in Hinblick auf einen anderen, theologisch gebildeten Adressatenkreis, erweiterte es um selbstbiographische Aussagen und hebt nun als „Bruder Amandus“ die Thematik der „geistlichen Vermählung“ besonders hervor.
Diese beiden Werke fanden unter Seuse Schriften die größte Verbreitung. Vom Büchlein, das auch in Teilausgaben überliefert wurde, verzeichnet der Handschriftenzensus bisher über 160 Abschriften, und das Horologium war geradezu ein europäischer Bestseller mit ca. 400 bekannten Handschriften und 10 frühen Drucken.

### Das„Büchlein der Wahrheit“
Das Büchlein der Wahrheit, Seuses früheste Schrift (1329/30), ist ursprünglich zur Verteidigung Eckharts geschrieben und richtete sich zuerst an einen gelehrten Adressatenkreis. Erörtert werden Grundfragen der scholastischen und mystischen Theologie, wobei die „Wahrheit“ den „Jünger“ – so nennt sich hier die Rollenfigur – belehrt. Es geht dabei um das Wesen Gottes und das Verhältnis der Geschöpfe zu Gott (c. 1-3), um die Menschwerdung Gottes und die Vereinigung des Menschen mit Gott in rechter „Gelassenheit“.(c. 4-5), um Erkenntnisvermögen und Freiheit des Menschen und schließlich um die angemessene Lebensführung eines „gelassenen“ Menschen (c. 6-7).
Im Exemplar hat Seuse das Büchlein der Wahrheit redigiert, und es hat hier nun die Aufgabe, nach den Einübungen in ein christförmiges Leben, wozu das Büchlein der ewigen Weisheit angeleitet hat, den Menschen jetzt auf seinem Weg zur Vollkommenheit zu den höchsten Fragen und Erkenntnissen christlichen Lebens zu führen.

### Das„Briefbüchlein“
Das sogenannte Briefbüchlein ist eine Auswahl aus den insgesamt 28 Briefen des sogenannten „Großen Briefbuchs“. Dabei hat Seuse 16 Briefe der Vorlage zu nunmehr 11 Briefen zusammengestellt, wobei die ursprünglichen Texte gekürzt oder auch erweitert wurden. Diese revidierten Briefe betonen den Aspekt der Seelsorge und stehen in manchen Elementen der Predigt nahe; zwei sind direkt an Elsbeth Stagel gerichtet.
Ihre Abfolge im Exemplar entspricht erneut dem Modell des Dreistufenwegs, vom anfangenden Menschen (Brief 1-7) über den fortschreitenden bis hin zur Vollkommenheit (Brief 8-11), und ergibt somit eine Art „mystisches Itinerar“. Der letzte Brief und damit auch der letzte Text des Exemplars gilt der für Seuses Frömmigkeit so grundlegenden Verehrung des Namens Jesu.
Insgesamt entspricht das Exemplar somit auch in der Aufeinanderfolge seiner vier Bücher einem für die Christliche Mystik sehr typischen Merkmal, indem es nicht mit dem Blick auf die Transzendenz im Aufschwung zu Gott hin endet, sondern von dort aus wieder hinführt zu den Menschen und ihrer Seelsorge.

## Die„Vita“: Askese und Mystik
Durch das zentrale Thema „Leiden“ gehört Seuses Vita zu den wichtigsten Textdokumenten zum Thema „Mystik und Askese“.

### Askese als Kasteiung
Der erste Teil der Vita (bis c. 18) bringt Beschreibungen extremer Formen der Selbstkasteiung, selbstzugefügter Leiden, die der „Diener der Ewigen Weisheit“ vom achtzehnten bis zum vierzigsten Lebensjahr praktiziert haben soll, dass „alle seine Natur verwüstet war“. Seuse beschreibt diese verschiedenen Formen der Selbstverletzung ausgesprochen detailliert. Er trug auf dem Rücken ein Nagelkreuz, dessen Nägel in die Haut eindrangen. Eine Kette, die Seuse auf der Haut trug, verursachte ständige Verwundungen, in sein Unterkleid ließ er sich spitze Nägel einarbeiten, die ihm die Haut verletzten. Er ließ sich häufig zur Ader und fesselte sich jahrelang vor dem Schlafen mit einem System von Gürteln, Riemen und Schlössern. Nachts trug er Handschuhe mit Nägeln, mit denen er sich beim Schlafen verletzte, und ließ sich von Ungeziefer im Bett quälen. Seuse aß und trank zeitweise gerade so viel, wie zum Überleben ausreichte. Darüber hinaus praktizierte er Schlafentzug und setzte sich zur Weihnachtszeit bewusst der Kälte aus.
Ein Zitat aus der Vita:
„Eine Zeit lang trug er [= Seuse] ein Hemd aus Haaren [ein härenes Hemd] und eine eiserne Kette, bis das Blut von ihm niederrann, so daß er gezwungen war, sie [es] abzulegen. Er sorgte heimlich dafür, daß ein Untergewand [ein härenes Untergewand] für ihn gemacht wurde, und an dem [in das] Untergewand hatte er Lederstreifen befestigt, in die etwa 150 eherne Nägel, scharf zugespitzt und gefeilt [aus Messing und scharf gefeilt], getrieben [geschlagen] waren, und die Spitzen der Nägel waren stets auf [gegen] das Fleisch gerichtet. […] Darin pflegte er in der Nacht zu schlafen. […] und dann ersann er etwas anderes: zwei Lederhandschuhe, […] und er veranlasste einen Schmied [Spengler], sie über und über mit scharf gespitzten Stiften [mit spitzen kleinen Stiften aus Messing] auszurüsten, und er pflegte sie nachts anzulegen, damit, wenn er im Schlafe versuchen sollte, das haarige Untergewand [das härene Unterkleid] abzulegen oder sich selbst von den Stichen der ekelhaften Insekten [vom Nagen des Ungeziefers] zu befreien, die Stifte dann in seinen Körper eindringen sollten.“
In veränderten Bewusstseinszuständen fühlte der „Diener“ „unmäßiges Feuer in seine Seele gesandt, das sein Herz in göttlicher Liebe gar inbrünstig entflammte.“ Deshalb ging er in seine Zelle und wandte sich an Gott:
»Ach, zarter Gott, könnte ich mir doch irgendein Liebeszeichen erdenken, das ein ewiges Liebeszeichen zwischen dir und mir wäre, eine Urkunde, dass ich dein und du meines Herzens ewige Liebe bist, ein Zeichen, das kein Vergessen je vertilgen könnte.« In diesem inbrünstigen Ernst warf er vorn sein Skapulier [= in der Mönchstracht Überwurf über Brust und Rücken] auf und entblößte seinen Busen und nahm einen Griffel in die Hand und sah sein Herz an und sprach: »Ach, gewaltiger Gott, nun gib mir heute Kraft und Macht, mein Begehren zu vollbringen, denn du musst heute in den Grund meines Herzens geschmelzt werden.« Und fing an und stach mit dem Griffel in das Fleisch an der Stelle über dem Herzen, und stach also hin und her und auf und ab, bis er den Namen IHS [= Sigle für „Jesus“] genau auf sein Herz gezeichnet hatte. Von den scharfen Stichen strömte das Blut stark aus dem Fleisch und rann über den Leib herab in den Busen. Das war ihm in seiner feurigen Liebe ein so lieblicher Anblick, dass er des Schmerzes nicht viel achtete.

### Askese der „Gelassenheit“
Die folgenden Kapitel der Vita bringen eine deutliche Distanzierung von den zuvor beschriebenen Praktiken der Selbstkasteiung, und der zweite Teil der Vita (ab c. 33), der die „geistliche Tochter“ Elsbeth Stagel über den rechten Weg des mystischen Aufstiegs belehren soll, beginnt dann auch mit einer klaren Absage an die zuvor geschilderten „harten Übungen“ und mahnt eindringlich zur „Besonnenheit“.
„Darum soll man nicht dafür halten, dass, wenn vielleicht ein Mensch solche Strengheit nicht gehabt hat, er darum gehindert werde zu dem Höchsten zu kommen. […] Allgemein zu sprechen, so ist es viel besser besonnene Strenge zu führen denn unbesonnene. Weil aber die Mitte mühsam zu finden ist, so ist es doch vorteilhafter, ein wenig darunter zu bleiben als sich zu viel hinüberzuwagen.“
Die dargestellten früheren Übungen leibfeindlicher Askese werden sogar verdächtigt, sie dienten dazu, „bei den Leuten groß erhaben“ zu werden; stattdessen solle man bereit sein, körperliche und seelische Leiden, die nicht selbst gesucht sind, zu ertragen, nämlich Krankheiten, Verleumdungen, seelische Verlassenheit und derart mehr. Zugleich solle man sich hinwenden „zu seines Nächsten heilsamer Hilfeleistung“. Das „edelste Leiden“ sei ein „christförmiges Leiden“, nämlich geduldig „mit einem süßen Herzen Übles mit Gutem (zu) überwinden“. Ziel aller Askese ist die „ganze, vollkommene Gelassenheit“; diese wird jedoch mit „äußeren Übungen“ verfehlt. Der Leib sei dem Geist mit „tugendlichen, besonnenen Übungen“ untertänig zu machen, damit der Mensch sich mit einer „kräftigen Gelassenheit“ in eine „Stille des Gemütes“ setze, die ihn offen werden lässt für das Wirken des Göttlichen, so am Schluss der Vita.
Demgemäß wird dann auch im Abschlusskapitel des zweiten Teils der Vita die in Seuses Frömmigkeit grundlegende Verehrung des Namens Jesu nicht mehr in Form einer blutigen Kasteiung geschildert, sondern in einer gänzlich unblutigen Askese („Askese“ im Wortsinn „Übung“):
„Als diese vorgenannte heilige Tochter [= Elsbeth Stagel] mannigfaltiglich gemerkt hatte, dass ihr geistlicher Vater so große Andacht und guten Glauben zu dem minniglichen Namen Jesus hatte, den er auf seinem Herzen trug, da gewann sie eine besondere Minne dazu und in einer guten Andacht nähte sie denselben Namen Jesus mit roter Seide in dieser Gestalt IHS auf ein kleines Tüchlein, das sie heimlich bei sich selbst tragen wollte. Und sie machte dann demselben Namen gleich unzählig viele Namen und bewirkte, dass der Diener die Namen alle auf sein bloßes Herz legte und sie mit einem göttlichen Segen seinen geistlichen Kindern hin und her sandte. Und ihr ward kundgetan von Gott: Wer den Namen also bei sich trüge und ihm zu Ehren täglich ein Paternoster spräche, dem wolle Gott hier gütig tun und wolle ihn begnaden bei seiner letzten Hinfahrt.“
Im Abschlusskapitel des gesamten Exemplars wird dann als „Krone aller Übung“ das „emsige Gebet“ herausgestellt, wobei dann in bildlich-symbolischer Sprechweise auch die Prägung des Herzens als eine geistig-seelische Liebesbeziehung fern aller körperlichen Konkretisierung dargestellt ist:
„Darum, je liebreicher wir das göttliche Lieb in unsere Herzen drücken und je öfter wir es anblicken und es trautlich mit den Armen unseres Herzens umschließen, um so minniglicher werden wir hier und in ewiger Seligkeit von ihm umfangen werden.“

## Zur Deutung derVita
Seuses Vita hat bis in die Gegenwart vielfach Anlass zu kontroversen Deutungen gegeben; vor allem geht es dabei um den Realitätsgehalt des Textes, und damit verbunden um eine grundsätzliche Diskussion wissenschaftlicher Methodik.

### Mentalitätsgeschichtlicher Ansatz
Im Rahmen eines mentalitätshistorischen Zugangs zur Person von Seuse ordnet Dinzelbacher die Schilderungen seiner oftmals grausamen Selbstmisshandlungen in eine jahrtausendealte Tradition christlicher Askese ein, wie sie bereits bei den Wüstenvätern anzutreffen ist. Demnach sind Seuses Praktiken als typisch für die Erlebnismystik einzuschätzen. Aus mentalitätshistorischer Perspektive sind Texte der Mystik wie die von Seuse „vor allem Erlebnisberichte, die ein charismatisch begabter Mensch selber aufgezeichnet hat oder von ihm Vertrauten hat aufzeichnen lassen.“ Betont wurde von den mystischen Autoren demnach der Erlebnisgehalt und nicht die literarische Form.

### Psychologischer Ansatz
In einer psychologisch orientierten Interpretationshaltung werden die extremen Darstellungen körperfeindlicher Askese als Berichte von realitätshaltigen und biographisch fundierten Erfahrungen fokussiert. Aus dieser Sicht erweisen sich Seuses Selbstbeschädigungen auch als Folgewirkungen von psychodynamisch bedingten Konflikten und vermutlich traumatischen Kindheitserfahrungen.